# Octa (Ohio)
Octa è un villaggio degli Stati Uniti d'America, situato nello stato dell'Ohio, nella contea di Fayette.